# Departamento de Saúde e Envelhecimento
O Departamento de Saúde e Envelhecimento (em inglês: Department of Health and Ageing) é um departamento do governo australiano. Sua função é supervisionar o funcionamento da Austrália, incluindo o apoio e acessível de acesso universal à assistência médica, farmacêutica e serviços hospitalares, ao mesmo tempo ajudar as pessoas a permanecerem saudáveis, através da promoção da saúde e prevenção da doença.